# Bismarck du Plessis
Bismarck Wilhelm du Plessis (Bethlehem, 22 maggio 1984) è un rugbista a 15 sudafricano, dal 2015 tallonatore del Bulls, campione del mondo nel 2007 con gli Springbok.

## Biografia
Proveniente dal Grey College di Bloemfontein come suo fratello maggiore Jannie, Bismarck du Plessis esordì negli Sharks da professionista nel Super 12 2005; nella stessa stagione esordì anche nella squadra provinciale, i Natal Sharks, che disputano la Currie Cup, della quale si laureò campione nel 2008.
Esordì in Nazionale sudafricana nel corso del Tri Nations 2007 contro l'Australia; inizialmente fuori dalla rosa dei convocati alla successiva Coppa del Mondo in Francia, fu chiamato in squadra a causa dell'infortunio occorso a Pierre Spies e scese in campo in cinque occasioni, compresa la finale vinta contro l'Inghilterra grazie alla quale gli Springbok si laurearono campioni del mondo.
Nel corso del Tri Nations 2008 incorse nella prima squalifica della sua carriera, per essere entrato a contatto degli occhi di un avversario, il tallonatore neozelandese Thompson: la commissione disciplinare riconobbe la non volontarietà del gesto (un pugno sullo zigomo di Thompson), ma ne sanzionò la pericolosità con tre settimane di sospensione, invece che con una squalifica variabile da tre a sei mesi per un gesto deliberato.
Vanta anche un invito, nel 2009, da parte dei Barbarians per l'incontro di fine tour della Nuova Zelanda.
A giugno 2015, insieme a suo fratello, fu ingaggiato in Francia per tre anni al Montpellier; prese successivamente parte alla Coppa del Mondo di rugby 2015 in cui il Sudafrica giunse terzo.

## Palmarès
- Coppe del mondo: 1
Sudafrica: 2007
- Currie Cup: 3
Natal Sharks: 2008, 2010, 2013
- Challenge Cup: 2
Montpellier: 2015-16, 2020-21